# Malletia goniura
Malletia goniura – gatunek małża morskiego należącego do podgromady pierwoskrzelnych.
Występuje na głębokości od 1355 do 3050 metrów.
Są rozdzielnopłciowe, bez zaznaczonych różnic płciowych w budowie muszli. Odżywiają się planktonem oraz detrytusem.
Występuje od Panamy do Ekwadoru.